# Georg von Holtzbrinck Preis für Wirtschaftspublizistik
Der Georg von Holtzbrinck Preis für Wirtschaftspublizistik ist ein deutscher Journalistenpreis. Der Preis wurde 2000 von der Verlagsgruppe Georg von Holtzbrinck zur Förderung der journalistischen Qualität im Bereich des deutschsprachigen Wirtschaftsjournalismus gestiftet.

## Preisvergabe
Die Preisvergabe findet jährlich statt. Es werden bis zu drei Preise (Print, elektronische Medien und Online) vergeben, die jeweils mit 5.000 Euro dotiert sind. Daneben vergibt die Jury noch einen mit 2.500 EUR dotierten Nachwuchspreis, für den die Altersgrenze 30 Jahre beträgt.

## Jury
Die Jury, die über die Auswahl der eingesandten Arbeiten entscheidet, besteht – neben dem Juryvorsitzenden – aus 8 bis 10 Mitgliedern aus den Bereichen Wirtschaftspublizistik, Management und Forschung. Mindestens dreimal gehörten der Jury an:
- Journalisten: Stefan Baron (WirtschaftsWoche), Sabine Gaschütz (SWR), Heike Göbel (FAZ), Wolfgang Kaden (manager magazin), Frederick Kempe (Wall Street Journal), Rainer Nahrendorf (Handelsblatt), Markus Schächter (ZDF), Gabor Steingart (Spiegel), und Bernd Ziesemer (Handelsblatt).
- Vertreter von Medienunternehmen: Juryvorsitzender Stefan von Holtzbrinck (Verlagsgruppe Georg von Holtzbrinck), Heik Afheldt (Tagesspiegel), und Helmut Brandstätter (n-tv).
- Wirtschaftsvertreter: Paul Achleitner (Allianz), Dieter Rampl (HypoVereinsbank), Karl Matthäus Schmidt (Consors-Bank), und Sebastian Turner (Scholz & Friends).
- Wirtschaftswissenschaftler: Herbert Hax (Universität Köln) und Horst Siebert (Universität Kiel).

## Preisträger
2020 |
2019 |
2018 |
2017 |
2016 |
2015 |
2014 |
2013 |
2012 |
2011 |
2010 |
2009 |
2008 |
2007 |
2006 |
2005 |
2004 |
2003 |
2002 |
2001 |
2000 |

### 2020
- Text: Astrid Viciano, Michele Catanzaro, Süddeutsche Zeitung[1]
- Audiovisuell: Claus Hanischdörfer, Südwestrundfunk[1]
- Interaktive Multimedia-Speziale: 2020 nicht verliehen[1]
- Ferdinand-Simoneit-Nachwuchspreis: Mareike Müller, Handelsblatt[1]

### 2019
- Print: Bert Fröndhoff, Thomas Jahn, Katharina Kort, Anke Rezmer und Britta Weddeling, Handelsblatt[2]
- Audiovisuell: Benjamin Best, WDR[2]
- Interaktive Multimedia-Speziale: Jannika Schultz und Stefan Schultz, Spiegel Online[2]
- Ferdinand-Simoneit-Nachwuchspreis: Kathrin Witsch, Handelsblatt sowie Lukas Zdrzalek, Capital[2]

### 2018
- Text: Caterina Lobenstein, Die Zeit[3]
- Audiovisuell: Stefanie Dodt und Thomas Aders, ARD[3]
- Interaktive Multimedia-Speziale: Astrid Dörner, Katharina Slodczyk und Felix Holtermann, Handelsblatt[3]
- Ferdinand-Simoneit-Nachwuchspreis: Pascale Müller und Stefania Prandi, Buzzfeed[3]

### 2017
- Text: Dietmar Hawranek und Frank Dohmen, Der Spiegel[4]
- Audiovisuell: Lutz Ackermann, Oliver Schröm, Christian Salewski, Benedikt Becker, Felix Rohrbach, Karsten Polke-Majewski, Philip Faigle und Manuel Daubenberger[4]
- Interaktive Multimedia-Speziale: Christian Werner und Marius Münstermann, Spiegel Online[4]
- Ferdinand Simoneit-Nachwuchspreis: Moritz Aisslinger, Die Zeit[4]

### 2016
- Text: Frederik Obermaier, Bastian Obermayer und Vanessa Wormer, Süddeutsche Zeitung[5]
- Interaktive Multimedia-Speziale: Lars-Marten Nagel und Marcel Pauly, Die Welt[5]
- Audiovisuell: Angela Andersen und Claus Kleber[5]
- Ferdinand Simoneit-Nachwuchspreis: Björn Stephan und Fritz Zimmermann, Die Zeit[5]

### 2015
- Print: Mark Schieritz und Kerstin Kohlenberg, Die Zeit[6]
- elektronische Medien: Dirk Laabs, ZDF[6]
- Online: Eva Konzett, Marijana Miljkovic und André Kühnlenz, Wirtschaftsblatt (Österreich)[6]
- Ferdinand Simoneit-Nachwuchspreis (Print): Simon Book, Handelsblatt[6]
- Ferdinand Simoneit-Nachwuchspreis (Online): Katharina Kistler, Marc Etzold, Franz Hubik, Fabian Kurmann, Anja Stehle, Matthias Streit, Julia Wadhawan und Tim Rahmann, WirtschaftsWoche[6]

### 2014
- Print: Lorenz Wagner[7]
- Online: Karsten Polke-Majewski und Team[7]
- Elektronische Medien: Kersten Sebastian Schüßler[7]
- Ferdinand Simoneit-Nachwuchspreis: Dominik Stawski[7]

### 2013
- Melanie Bergermann, WirtschaftsWoche
- Jens Hagen und Thomas Schmitt, Handelsblatt online
- Nadine Oberhuber und Marlies Uken, Zeit Online
- Tilman Achtnich, Redakteur beim Südwestrundfunk (SWR)
- Fabian Gartmann, Focus.

### 2011
- Print: Jürgen Flauger und Sönke Iwersen, Autorenteam Handelsblatt
- Elektronische Medien: Michael Lang, freier Autor, Beiträge im WDR-Fernsehen
- Online: Florian Brückner, Reporter Handelsblatt online
- Nachwuchs: Sabine Gusbeth, Redakteurin Euro

### 2010
- Print: Beat Balzli, Michaela Schießl und Thomas Schulz, Autorenteam Der Spiegel
- Elektronische Medien: Ingolf Gritschneder und Georg Wellmann, WDR Fernsehen
- Nachwuchs: Sven Prange, Handelsblatt und Felix Rohrbeck, Zeit

### 2009
- Print: Henryk Hielscher, Redakteur der WirtschaftsWoche
- Elektronische Medien: Michael Haselrieder und Karl Hinterleitner, Redakteure, ZDF
- Online: Christoph Schwennicke, Spiegel online

### 2008
- Kerstin Kohlenberg (Kategorie Print), Zeit-Redakteurin
- Frank Wolfgang Sonntag (Kategorie Elektronische Medien), Redakteur beim MDR Fernsehen
- Marc Pitzke (Kategorie Online), US-Korrespondent für Spiegel Online
- Tanja Kewes (Handelsblatt) und Sebastian Jost (Die Welt) (Bereich Nachwuchs)

### 2007
- Daniel Ammann (Kategorie Print) für seinen Artikel Das Geheimnis Marc Rich über einen einflussreichen Rohstoffhändler sowie für Sehnsucht nach der Kolonialzeit, eine Arbeit über Entwicklungshilfe in Afrika, beide erschienen in der Weltwoche.
- Wolfgang Wettstein (Kategorie Elektronische Medien) für seine Reportagen Granit aus Indien über Kinderarbeit in Indien und Pensionskassen über die Berechnung von Lebenserwartungswerten bei Versicherungen, beide Beiträge gesendet im Schweizer Fernsehen.
- Dara Hassanzadeh und Philipp Müller (Kategorie Online) für ihre Video- und Textreportagen Weihnachten global über die Globalisierung, erschienen auf zdf.de.
- Henrike Rossbach (Nachwuchspreis) für ihre Artikel Das Ende des Jugendwahns über die demographische Entwicklung in Deutschland, sowie für Der gute Schein über Kinderbetreuung für Berufstätige, beide erschienen in der FAZ.

### 2006
- Matthias Hohensee (Kategorie Print) für seine Artikel Rasender Gedankenfluss über den Unternehmer Andreas von Bechtolsheim und für Das System Google über das gleichnamige Unternehmen, beide erschienen in der WirtschaftsWoche.
- Gitti Müller (Kategorie Elektronische Medien) für ihre Fernsehbeiträge Altkleider machen Leute arm über das Geschäft mit Altkleidersammlungen, gesendet in der ARD, und für Kinder ohne Papiere über Wirtschaftsflüchtlinge aus Ecuador, gesendet im WDR.
- Robert von Heusinger (Kategorie Online) für seine Beiträge It’s the Credit stupid! und Überschätzte Strukturreform – unterschätzter Bau!, erschienen auf seinem Zeit-Blog Herdentrieb.
- Philipp Krohn (Nachwuchspreis) für seine Hörfunkbeiträge, insbesondere für "Von Oberschönweide nach Adlershof über den Berliner Strukturwandel in Berlin, gesendet auf Deutschlandfunk.

### 2005
- Christiane Sommer (Kategorie Print) für ihren Artikel Die Wandelverschreibung über das Bankhaus Metzler sowie für Zeichen am Himmel über die Entwicklung der Billigfluggesellschaften, beide erschienen in brand eins.
- Michael Wech (Kategorie elektronische Medien) für zwei Beiträge mit dem Titel Boomregion Shanghai – Chinas Metropole in der Wachstumsfalle, gesendet auf 3sat.
- Thilo Schmidt (Nachwuchspreis) für die Reportagen Friedrich Flick und Kreuztal, die gekaufte Stadt sowie Geschlossene Gesellschaft? Privilegien für Gewerkschafter, gesendet auf Deutschlandradio.

### 2004
- Matthias Geyer und Alexander Smoltczyk (Kategorie Print) für die Titelgeschichte Operation Dosenpfand – Mit deutscher Gründlichkeit ins Chaos über die Einführung des Pfands auf Einweggetränkebehälter, sowie für ihren Artikel Das Nürnberger Labor über die Reform der Bundesanstalt für Arbeit, beide erschienen im Spiegel.
- Maja Helmer (Kategorie Elektronische Medien) für ihren Beitrag Jobwunder Zeitarbeit floppt  über Personal Service Agenturen, gesendet in Frontal21, sowie für Putzaffäre BA – Bundesagentur für Arbeit fördert Dumpinglöhne, gesendet in WISO.
- Roman Pletter (Nachwuchspreis) für sein Unternehmerportrait der Passauer Neue Presse mit dem Titel Hirtreiter und die Höllenhunde, erschienen in brand eins.

### 2003
- Markus Schneider (Kategorie Print) für seine Artikel Darf’s etwas mehr sein? über Subventionen in der Schweiz und für Das Prinzip Hoffnung zur Unterdeckung von Schweizer Pensionskassen, beide erschienen in der Weltwoche.
- Marita Knipper (Elektronische Medien) für ihre Hörfunk-Features Geld für Kraut und Rüben-Agrarpolitik schlägt Europa über die Agrar- und Strukturpolitik der EU und für Die apokalyptischen Reiter der Globalisierung über die Umweltkonferenz in Johannesburg, beide gesendet im WDR-Hörfunk.
- Tillmann Prüfer (Nachwuchspreis) für seinen Artikel Pfüüüüüt! Tüdeldüüt! Pfffüüüiiit! über die Kultur- und Wirtschaftsgeschichte der Blockflöte, erschienen in der FTD.

### 2002
- Dr. Henrik Müller (Kategorie Print) für seine Artikel über den fehlenden Aufschwung in Ostdeutschland und das geringe Wirtschaftswachstum in Deutschland, erschienen im manager magazin.
- Sven Herold (Kategorie Elektronische Medien) für seine Reportagen über die Missachtung von Vorschriften zum Verbraucherschutz, zum Beispiel bei der Abrechnung von 0190-Gesprächen, gesendet im ARD-Magazin plusminus.
- Robert Jacobi (Nachwuchspreis) für seine Beiträge über Aufbruch und Absturz der New Economy, sowie über das jähe wirtschaftliche Ende von Leo Kirch, beide erschienen in der SZ.

### 2001
- Marc Brost (Kategorie Print) für seine Unternehmensgeschichten Die Jagd hat begonnen und Die Bruderschaft des Geldes über die Neuordnung der Deutschland AG, beide erschienen in der Zeit.
- Manfred Henßler (Elektronische Medien) für seine Reportagen Gaspreise – Wer dreht an der Preisschraube? über den noch nicht liberalisierten Gasmarkt und für Telefonärger – Wie Drücker Festnetzverträge erschleichen über unrechtmäßige Verkaufsmethoden von Mannesmann Arcor und der Deutschen Telekom, beide gesendet im ARD-Magazin plusminus.
- Claudio De Luca (Nachwuchspreis) für seine Beiträge über die Fiskalpolitik der Regierung Berlusconi und über die Ökosteuer der Regierung Schröder, beide erschienen in Capital.

### 2000
- Beate Flemming (Kategorie Print) für ihre Porträts des Managers Hartmut Mehdorn und des Unternehmers Heiner Kamps, beide erschienen im Stern.
- Gundula Mehlhos (Kategorie Elektronische Medien) für ihren Film Mode als Handwerk. Produktion auf Italienisch. über die Arbeit europäischer Modedesigner und -produzenten, gesendet auf Deutsche Welle-TV.
- Sven Herold (Nachwuchspreis) für seine Fernsehreportagen über die Gefahren des Online-Banking.